# 가면라이더 쿠우가
가면라이더 쿠우가(일본어: 仮面ライダークウガ 카멘라이다 쿠우가[*])는 일본 토에이의 2000년대 가면 라이더 시리즈 중 첫 번째 작품으로, 2000년 1월 7일부터 2000년 12월 31일까지 TV 아사히에서 방영된 특수촬영 드라마이다. 또한 작품 중에 등장하는 라이더를 지칭하기도 한다. 방영 전에는 '가면라이더 가디언'(일본어: 仮面ライダーガーディアン 카멘라이다 가디안[*]), '가면라이더 오자'(일본어: 仮面ライダーオウジャ 카멘라이다 오우자[*]), '가면 라이더 오티스'(일본어: 仮面ライダーオーティス 카멘라이다 오티스[*]) 등의 이름이 가칭으로 쓰이기도 했다. 캐치프라이즈는 「A New Hero, A New Legend」(새로운 영웅, 새로운 전설)이다. 2000년대 라이더 작품 중 2호 라이더가 등장하지 않는 유일한 작품으로, 2호 라이더는 후속작 아기토에서 처음으로 등장한다.

## 배경
쿠우가의 이야기는 2000년 나가노현의 "쿠로가오카 유적지"에서 시작된다. 유적지에서 발생한 의문의 살인 사건을 조사하던 이치조 카오루와, 모험가 고다이 유스케가 유적지에서 우연히 맞딱뜨리게 되고, 이윽고 유적지에서 부활한 미확인 생명체 "그론기"(일본어: グロンギ 구론기[*])가 나가노 시의 근교에서 사람들을 무차별로 습격하기 시작한다. 유스케는 유적지에서 출토되어, 경찰서에 보관되어 있던 벨트 형태의 유물에서 "고대 전사의 환영"을 만나게 되고, 그론기들과의 싸움을 앞두고 가면 라이더 쿠우가로 변신하게 된다.

## 등장 인물
- 고다이 유스케(일본어: 五代 雄介 고다이 유우스케[*]) - 가면 라이더 쿠우가

홋카이도 출신으로 세계 각지를 여행하는 모험가이다. 그론기와의 싸움에서, 유적지에서 발견된 벨트를 얻으며 가면 라이더 쿠우가로 변신하는 능력을 지니게 되었다. 부모를 모두 여읜 후 찻집 '포레포레'에 신세를 지는 중으로, 스승 칸자키에게 "2000년까지 2000개의 기술을 익힌다"고 약속하였는데 쿠우가로 변신할 수 있는 능력이 2000번째로 익힌 기술이었다. '전사 쿠우가'를 나타내는 린트어의 문자를 마음에 들어해 자신의 셔츠와 바이크에 마크를 붙이고 다니며, 그론기의 수장 다그바를 쓰러뜨린 후, 다시 외국으로 모험을 떠난다. 한편 작품 중, 쿠우가는 대부분의 등장 인물로부터 '미확인 생명체 4호'라는 명칭으로 불리며 주변 인물 몇 명 이외에 유스케가 쿠우가로 변신하는 것을 아는 사람은 없다.
- 이치조 카오루(일본어: 一条 薫 이치죠 카오루[*])

나가노 현경 경비과에 소속된 형사이다. 유스케가 쿠우가로 변신하는 것을 알고 있는 몇 안 되는 사람 중 하나이다. 나가노 현의 유적지에서 그론기들을 만난 것을 계기로 일본 경시청의 미확인 생명체 합동 수사 본부에 파견되었다. 작품 안에서는 딱딱한 성격으로 그려지며, 그론기들과의 싸움을 거치면서 유스케와 매우 밀접한 관계를 이루게 된다. 다그바를 쓰러뜨리면서 그론기가 전멸하자, 나가노 현경으로 돌아왔다.
- 사와타리 사쿠라코(일본어: 沢渡 桜子)

조난 대학(일본어: 城南大学 조난 다이가쿠[*])의 대학원생이다. 고고학 연구실에서 고대 문자의 연구를 하고 있었으며, 린트어의 문자 해독에 힘쓰고 있다. 유스케와는 대학 시절부터 친구로, 쿠우가로 변신할 수 있다는 것을 알고 있어 유스케를 도와주는 한편 걱정하기도 한다.
- 고다이 미노리(일본어: 五代みのり)

유스케의 여동생으로 유스케가 쿠우가로 변신하는 것을 알고 있다. 보육원에서 일하고 있으며, 포레포레에서 함께 일을 거드는 사쿠라코와도 사이가 좋다.
- 츠바키 슈이치(일본어: 椿 秀一 쓰바키 슈이치[*])

간토 의대 부속 병원에 근무하는 사법 해부 전문의로, 이치조 카오루의 고등학교 동창이다. 이치조를 통해 유스케가 쿠우가로 변신하는 것을 알게 된다. 유스케의 신체를 검사하거나, 쿠우가의 능력 강화에 도움을 준다.
- 에노키다 히카리(일본어: 榎田ひかり)

과학 경찰 연구소의 책임자이다. 이치조를 통해 유스케가 쿠우가로 변신하는 것을 알게 된다. 그론기의 연구 및 그론기에 대항할 수 있는 대미확인 생명체용 장비의 개발에 힘쓰고 있다. 미확인 생명체에 대항할 수 있도록 특수 가스탄이나 마킹탄을 개발하여, 작품 후반부터는 미확인 생명체도 없앨 수 있는 위력을 가진 신경 단열탄을 완성시킨다.
- 카자리 타마사부로(일본어: 飾 玉三郎)

유스케가 신세를 지고 있는 찻집 포레포레의 주인장이다. 유스케와 미노리의 아버지와는 죽마고우이자 선배이다. 쿠우가에 관한 정보를 모으고 있으나 유스케가 쿠우가로 변신한다는 것은 작품 후반부까지 전혀 알지 못했다. 본명은 최종화에서 밝혀진 것으로, 그 전까지는 "오얏상"이라고 불렸다.
- 아사히나 나나(일본어: 朝日奈 奈々)

카자리 타마사부로의 조카로 포레포레의 일을 거든다. 유스케에게 사랑에 빠지기도 한다.
- 장 미셀 소렐(영어: Jean Michel Sorrel, 일본어: ジャン・ミッシェル・ソレル 잔 밋세루 소레루[*])

조난 대학에 유학 중인 미국인 대학원생이다. 에노키다에게 호감을 느끼며, 우메보시를 좋아한다.

## 그론기
그론기(일본어: グロンギ 구론기[*])는 인간과 거의 같은 혈액 구조를 가지고 있으며, 인류와 거의 가까운 형태인 전투 종족이다. 그러나 호전적이고 사악하여, 린트 문명의 전사 쿠우가에 의해 봉인되었었다. 현대에는 200체 정도가 부활하였으며, 경찰과 사회에서는 '미확인 생명체'(일본어: 未確認生命体 미카쿠닌 세이메이타이[*])라는 명칭으로 인식되고 있다. 보통 인간으로 활동하나, 동식물의 힘을 가진 괴인체로도 변신한다. 쿠우가에 의해 죽었을 시, 대부분은 봉인된 에너지가 복부의 핵으로 전달되어 그 몸이 폭발해버린다.

### 주요 등장 그론기
- 운 다그바 제바(일본어: ン・ダグバ・ゼバ 은·다구바·제바[*])

미확인 생명체 제 0호(B군 제 13호)로 하늘가재종 그론기이다. "하얀 어둠", "궁극의 어둠을 가져오는 자" 라고 칭해지며, 모든 그론기들을 지배하고 있다. 인간체는 천진난만한 미소를 띄우는 백색 옷의 청년이지만, 살인이나 파괴를 "놀이"라고 여기고 있는 잔혹한 성격의 소유자이다. 스스로 부활시킨 약 200마리의 그론기의 반수 이상을 "정리"라는 구실로 해치웠으며, '자기바스 게겔'(파이널 게임)의 밑준비로 3만명 이상의 인간을 살해했다. 부활 초기엔 거구의 불완전체였지만 그 상태로도 쿠우가가 페가수스 폼을 살기로 눌러 한 순간에 쿠우가의 변신을 해제해 쇠약시킬 수 있는 막강한 힘을 지니고 있다. 그리고 자신에게 반역을 일으킨 즈 고오마 그 궁극체를 순식간에 제거하기도 하였다. 이윽고 벨트의 수복을 끝내 쿠우가의 얼티메이트 폼과 동등의 힘을 가진 존재인 완전체가 되었으며, 완전체에선 얼티메이트 폼과 마찬가지로 초자연 발화 능력 등의 여러 가지 초능력을 지니게 되었다. 그 후 유스케와는 최종 결전에서 서로의 영석을 파괴해 변신이 풀리면서까지 장렬한 육탄전을 벌인 끝에 신경 단열로 사망했다.
- 즈 고오마 그(일본어: ズ・ゴオマ・グ 즈・고오마・그[*])

미확인 생명체 제 3호(B군 2호)로 박쥐종 그론기이다. '게겔'(인간 살육 게임)의 개시전을 '앞두고' 살인을 저지르는 위반 행위로 인해 게겔의 참가 자격을 잃는다. 그 때문에 많은 그론기들로부터 비웃음과 업신여김을 샀다. 주로 바르바의 하인으로서 활동하며, 햇빛에 약하기 때문에 검은 코트와 검은 우산을 애용하고 있다. 게겔의 권리가 "즈" 집단에서 "메" 집단으로 이행했을 때도 게겔에 참여하고 싶어하는 모습을 보인다. 다그바의 벨트의 파편을 회수하라는 명령을 받았을 때, 그 일부를 횡령하여 육체를 강화해 강화체와 궁극체로 변모를 이루었으며 강화체가 된 시점엔 햇빛을 받아도 아무렇지도 않은 체질을 갖추어 가지게 되었다. 다그바에 의한 하급 괴인의 "정리"로부터 피하기 위해서 다그바에게 반기를 들지만, 결국 다그바에 의해 죽음을 당한다.
- 고 가돌 바(일본어: ゴ・ガドル・バ 고・가도루・바[*])

미확인 생명체 제 46호(B군 11호)로 투구벌레종 그론기이다. "고" 집단 최강의 괴인이다. 인간체는 군복차림의 과묵한 남자이며 자신을 "파괴의 카리스마" 라고 호언하는 그론기의 상위계급에 해당되는 "고" 집단의 정점이다. 바르바에게 반역을 일으킨 고오마 강화체도 일축하는 전투력을 갖추었다. 하지만 어메이징 마이티 폼으로 변신을 이룬 쿠우가와 격돌한 끝에 결국은 패배하여 폭사하였다.
- 라 바르바 데(일본어: ラ・バルバ・デ 라・바르바・데[*])

미확인 생명체 B군 제 1호로 장미종 그론기이다. 게겔의 진행을 관리하는 미녀로, 반지의 열쇠를 괴인의 벨트에 찔러넣어 게겔 개시의 허가를 줌과 동시에 게겔의 기한을 넘기면 폭발하는 시한장치의 스위치를 넣는 역할을 한다. 작중에서 괴인체는 나오지 않았다. 중반에서는 자신에게 총을 겨누는 이치죠에게 "이번 쿠우가는 이윽고 다그바와 동일해진다" 라고 중얼거리거나 "린트(인류)가 바뀌었다" 등과 같은 쿠우가나 인류에 관한 의미 깊은 말을 꺼냈다. 다그바가 살해하지 않은 유일한 그론기였지만 이치죠의 강화형 신경 단열탄에 연속으로 총격당해 토혈하면서 그에게 웃는 얼굴을 보여 사망한다.
- 라 도르도 그(일본어: ラ・ドルド・グ 라・도르도・그[*])

미확인 생명체 제 47호(B군 9호)로 콘도르종 그론기이다. 인간체는 옷으로 얼굴을 숨긴 기묘한 풍모의 남자이며, 게리자기바스 게겔(세미파이널 게임) 시에 바군다다로 불리는 카운터를 가지고 다니며 "고" 집단의 복잡한 게겔이 룰 대로에 행해졌는지를 확인하는 역할을 담당하고 있었다. 후에 경찰들의 신경 단열탄 총격에 당해 사살된다.
- 누 자지오 레(일본어: ヌ・ザジオ・レ 누・자지오・레[*])

미확인 생명체 B군 14호로 도롱뇽종 그론기. 극중에서 괴인체는 확인되지 않았다. 인간체는 선글래스를 쓴 노인이며, 각 괴인들이 사용하는 무기의 제작이나 혹은 바기브손(고·바다·바의 오토바이)의 점검까지 담당하고 있다. 다그바의 벨트 수복을 한 것도 바로 그다. 다그바의 벨트 수복이 완료된 후, 다그바에 의해 살해당한다.

## 주제가
- 여는 노래

《가면 라이더 쿠우가!》 (일본어: 仮面ライダークウガ! 카멘라이다쿠우가![*])
작사: 후지바야시 쇼코
작곡: 사바시 토시히코
노래: 타나카 마사유키
1화 ~ 33화, 47화 ~ 49화에서는 1절, 34화 ~ 46.5화에서는 2절의 가사를 사용했다.
3개의 버전이 존재한다.
-A타입：노이즈풍의 신시사이저 소리가 들어간 것 (싱글버전, 영상에서는 미사용.)
-B타입：노이즈풍의 신시사이저 소리가 들어가지 않은 것 (앨범버전, 영상에서는 기본형으로서 사용됨)
-C타입：단축판 (일부 에피소드에서만 사용, CD화 되지않음)
- 닫는 곡

《푸른 하늘이 되네》 (일본어: 青空になる 아오조라니 나루[*])
작사: 후지바야시 쇼코
작곡: 사바시 토시히코
노래: 하시모토 진
1화 ~ 33화, 47화, 48화에서는 1절이, 34화 ~ 46.5화에서는 2절의 가사가 사용되었다. 49화에서는 풀사이즈로 사용되었다.
- 삽입곡

《민들레 꽃》 (일본어: たんぽぽのおはな 탄보보노 오하나[*])
작사: 후지바야시 쇼코
작곡: 사바시 토시히코
노래: 고다이 미노리 (치사키 와카나)
합창: 와카나 아동 합창단
극중에서는 미노리와 와카나 보육원의 아이들이(회에 따라서는 유스케도 같이) 노래하는 장면으로 나온다. 본작에선 총 20곡의 보컬곡이 이미지 테마로 제작되었지만, 주제가 이외에 실제로 극중에서 사용된 것은 본곡뿐이며, 녹음판이 아닌 출연자들이 직접 부르는 것을 사용했다.

## 에피소드
1. 부활 (일본어: 復活 훗카츠[*])
2. 변신 (일본어: 変身 헨신[*])
3. 도쿄(일본어: 東京 토쿄[*])
4. 질주 (일본어: 疾走 싯소[*])
5. 거리 (일본어: 距離 쿄리[*])
6. 청룡(일본어: 青龍 세이류[*])
7. 상심 (일본어: 傷心 쇼신[*])
8. 사수 (일본어: 射手 샤슈[*])
9. 남매 (일본어: 兄妹 쿄마이[*])
10. 치열 (일본어: 熾烈 시레츠[*])
11. 약속 (일본어: 約束 야쿠소쿠[*])
12. 은사 (일본어: 恩師 온시[*])
13. 의심 (일본어: 不審 후신[*])
14. 전조 (일본어: 前兆 젠초[*])
15. 장갑 (일본어: 装甲 소코[*])
16. 신조 (일본어: 信条 신조[*])
17. 임전 (일본어: 臨戦 린센[*])
18. 상실 (일본어: 喪失 소시쓰[*])
19. 영석 (일본어: 霊石 레이세키[*])
20. 웃는 얼굴 (일본어: 笑顔 에가오[*])
21. 암약 (일본어: 暗躍 안야쿠[*])
22. 유희 (일본어: 遊戯 유기[*])
23. 불안 (일본어: 不安 후안[*])
24. 강화 (일본어: 強化 쿄카[*])
25. 방황 (일본어: 彷徨 호코[*])
26. 자신 (일본어: 自分 지분[*])
27. 파문 (일본어: 波紋 하몬[*])
28. 해명 (일본어: 解明 카이메이[*])
29. 기로 (일본어: 岐路 키로[*])
30. 운명 (일본어: 運命 운메이[*])
31. 응전 (일본어: 応戦 오센[*])
32. 장해 (일본어: 障害 쇼가이[*])
33. 제휴 (일본어: 連携 렌케이[*])
34. 전율 (일본어: 戦慄 센리츠[*])
35. 애증 (일본어: 愛憎 아이조[*])
36. 착종 (일본어: 錯綜 사쿠소[*])
37. 접근 (일본어: 接近 셋킨[*])
38. 변전 (일본어: 変転 헨텐[*])
39. 고마 (일본어: 強魔 고마[*])
40. 충동 (일본어: 衝動 쇼도[*])
41. 억제 (일본어: 抑制 요쿠세이[*])
42. 전장 (일본어: 戦場 센조[*])
43. 현실 (일본어: 現実 겐지츠[*])
44. 위기 (일본어: 危機 키키[*])
45. 강적 (일본어: 強敵 쿄테키[*])
46. 불굴 (일본어: 不屈 후쿠츠[*])
47. 결의 (일본어: 決意 케츠이[*])
48. 쿠우가 (일본어: 空我 쿠가[*])
49. 유스케 (일본어: 雄介 유우스케[*])

## 번외편
- 50화 '수고'(일본어: 乙彼-おつかれ 오츠카레[*])

2001년 1월 20일 방송 종료 기념으로 상영된 단편이다. 본편의 내용과는 상관이 없는 내용으로 출연자 전원이 우정 출연이다.
- 특별편

1화, 2화에 미방영 장면을 추가하고 일부 CG를 다시 제작한 감독판 영상으로, "운 다그바 제바", "즈 그문 바"의 성우가 바뀌었으며 본편에서는 3화에서 등장한 "라 바르바 데"가 등장한다. TV에서는 NHK-BS2의 특집 프로그램 《최후! 이시노모리 쇼타로》(일본어: とことん!石ノ森章太郎 토코톤! 이시노모리 쇼타로[*])의 7화 (2008년 3월 29일)에서 방영되었다.

## 출연
- 고다이 유스케 - 오다기리 조(일본어: オダギリ ジョー 오다기리 죠[*])
- 이치조 카오루 - 카츠라야마 신고
- 사와타리 사쿠라코 - 무라타 카즈미
- 오얏상 (카자리 타마사부로) - 키타로
- 고다이 미노리 - 아오이 와카나
- 츠바키 슈이치 - 오오츠카 요시타카
- 에노키다 히카리 - 미즈시마 카오리
- 아사히나 나나 - 미즈하라 시오
- 장 미셸 소렐 - 세르주 바실로프
- 나츠메 미카 - 타케시마 유카
- 마츠쿠라 사다오 - 이시야마 유다이
- 스기타 모리미치 - 마츠야마 타카시
- 사쿠라이 츠요시 - 요네야마 노부유키
- 사사야마 노조미 - 타나카 에리
- 카시와바라 히토시 - 키쿠치 타카시
- 시이나 준이치 - 하타야마 마코토
- 에비사와 타츠히코 - 모리 후지오
- 카메야마 츠루마루 - 니시데 카츠아키
- 칸자키 쇼지 - 이노우에 타카시
- 초노 준이치 - 우치다 다이스케
- 모토시로 케이코 - 오카다 리에
- 에노키다 아츠코 - 나카 마치코
- 에노키다 사유루 - 니이보 켄타로
- 야시로 히로유키 - 카마타 유타로
- 테라시마 슈토 - 타카기 토모아키
- 내레이션 - 타치키 후미히코

### 그론기
- 라 바르바 데 - 나나모리 미에
- 라 도르도 그 - 바사라 텐메이
- 즈 자인 다 - 노가미 아키라
- 즈 고오마 그 - 후지오 미츠루
- 즈 바즈 바 & 고 바다 바 - 오가와 노부유키
- 누 자지오 레 - 타카츠키 타다시
- 메 비란 기 - 오오하시 히로노부
- 메 가르메 레 - 모리 마사하루
- 메 가리마 바 - 이이지마 미호
- 고 부우로 구 - 타카오 코이치
- 고 베미우 기 - 이토 세이코
- 고 가메고 레 - 사카이 카즈요시
- 고 자라지 다 - 오카와 마사요시
- 고 자자루 바 - 아사쿠라 치아키
- 고 자자 기 - 아라이 스미레
- 고 바베르 다 - 사쿠라이 켄쇼
- 고 가도르 다 - 군지 마사토
- 운 다그바 제바 - 우라이 켄지

### 슈트 배우
- 가면라이더 쿠우가 - 토미나가 켄지
- 하급 그론기: 후쿠자와 히로후미, 이토 마코토
- 고 자자루 바 - 하치스카 쇼지
- 고 자라지 다 - 오구라 토시히로